# Obični ljudi (1980.)
Obični ljudi (eng. Ordinary People) je drama  Roberta Redforda iz 1980. i ujedno njegov redateljski debi nagrađen Oscarom i  Zlatnim globusom za najbolji film. Govori o obitelji iz više srednje klase iz Lake Foresta, Illinois, nakon smrti najstarijeg sina. Temeljen je na romanu Judith Guest iz 1976.

## Radnja
Jarretovi, bijela  protestantska obitelj iz predgrađa  Chicaga, pokušava se vratiti normalnom životu nakon pokušaja samoubojstva njihova sina tinejdžera, Conrada, koji se nedavno vratio kući nakon dužeg boravka u umobolnici. Otuđen od svojih prijatelja i obitelji, Conrad potraži pomoć kod psihijatra, dr. Bergera, koji saznaje da je dječak bio umiješan u jedriličarsku nesreću u kojoj je poginuo njegov voljeni stariji brat, Buck. Calvin Jarrett, otac, nespretno se pokušava približiti svojem preživjelom sinu, koji pati od depresije, krivnje zbog preživljavanja i  PTSP-a, ali mu u tome ne pomaže njegova supruga, Beth, koja je hladna, sebična i opsjednuta održavanjem privida savršenstva i normalnosti.
Kako Conrad uspješno radi s dr. Bergerom i uči da mora dopustiti samom sebi da ima osjećaje, počinje hodati s Jeanine, pristojnom i neopterećenom djevojkom iz školskog zbora te ponovno počinje osjećati optimizam. Ali prijateljevo samoubojstvo prijeti povratkom situacije na depresivni početak. Sve spada na Calvina da se suprotstavi Beth u vezi njezine hladnoće prema Conradu, i dr. Bergera da pomogne dječaku da se riješi krivnje i gnjeva.

## Produkcija
Film je snimljen u i oko Lake Foresta, Higland Parka i Lake Buffa, dok su školske scene snimljene u srednjoj školi u Lake Forestu.
Conradov ručak s Karen snimljen je u restoranu u Wilmetteu. Redfordova fotografija snimljena tijekom produkcije još visi na zidu restorana.

## Reakcije
Robert Redford i Timothy Hutton nagrađeni su Oscarima za svoje debije: Redford kao redatelj, a Hutton kao glumac. No, producenti su kritizirani što su Huttona nominirali samo za najboljeg sporednog glumca, jer je njegova uloga bila najveća u filmu. Film je označio preokret u karijeri Mary Tyler Moore od stereotipnih uloga u jeftinim komedijama. Mnogi su smatrali kako nije osvojila Oscara samo zato što joj uloga jednostavno nije odgovarala imidžu.
Konačno, film je osvojio Oscar za najbolji film.
Dobre kritike zaradila je izvedba Judda Hirscha za ulogu dr. Bergera, posebno od psihijatrijske zajednice, kao jedna od rijetkih primjera kad je njihova profesija prikazana u pozitivnom kontekstu, iako neki smatraju da je bila predobra da bi bila istinita.

## Glumci
- Donald Sutherland - Calvin Jarrett
- Mary Tyler Moore - Beth Jarrett
- Timothy Hutton - Conrad Jarrett
- Judd Hirsch - Dr. Tyrone C. Berger
- Elizabeth McGovern - Jeannine Pratt
- M. Emmet Walsh - Trener Salan
- Dinah Manoff - Karen

## Nagrade

### Pobjede
- Oscar za najbolji film
- Oscar za najboljeg redatelja - Robert Redford
- Oscar za najboljeg sporednog glumca - Timothy Hutton
- Oscar za najbolji adaptirani scenarij - Alvin Sargent

- Zlatni globus za najbolji film – drama
- Zlatni globus za najbolju režiju - Robert Redford
- Zlatni globus za najbolju glumicu – drama – Mary Tyler Moore
- Zlatni globus za najboljeg sporednog glumca  - Timothy Hutton
- Zlatni globus za najbolju novu filmsku mušku zvijezdu  - Timothy Hutton

- Nagrada Američkog udruženja scenarista za najbolji adaptirani scenarij - Alvin Sargent

- Nagrada Američkog udruženja redatelja za najbolju režiju - Robert Redford

- Nagrada Njujorškog kritičarskog kruga za najbolji film

### Nominacije
- Oscar za najbolju glavnu glumicu -  Mary Tyler Moore
- Oscar za najboljeg sporednog glumca - Judd Hirsch

- Zlatni globus za najboljeg glavnog glumca u drami   - Donald Sutherland
- Zlatni globus za najboljeg sporednog glumca  - Judd Hirsch
- Zlatni globus za najbolji scenarij - Alvin Sargent

- BAFTA nagrada za najbolju glavnu glumicu  - Mary Tyler Moore

## Vanjske poveznice
- Obični ljudi u internetskoj bazi filmova IMDb-a